# Čáslav (Verneřice)
Čáslav je malá vesnice, část města Verneřice v okrese Děčín. Nachází se asi 1,5 km na západ od Verneřic. Je zde evidováno 15 adres. V roce 2011 zde trvale žili dva obyvatelé.
Čáslav leží v katastrálním území Čáslav u Verneřic o rozloze 1,62 km2.

## Historie
Nejstarší písemná zmínka pochází z roku 1057.

## Obyvatelstvo
|                                                                    | 1869 | 1880 | 1890 | 1900 | 1910 | 1921 | 1930 | 1950 | 1961 | 1970 | 1980 | 1991 | 2001 | 2011 |
| ------------------------------------------------------------------ | ---- | ---- | ---- | ---- | ---- | ---- | ---- | ---- | ---- | ---- | ---- | ---- | ---- | ---- |
| Obyvatelé                                                          | 198  | 214  | 207  | 198  | 206  | 185  | 175  | 83   | 30   | 24   | 6    | -    | 1    | 2    |
| Domy                                                               | 44   | 43   | 44   | 39   | 40   | 40   | 39   | 24   | .    | 6    | 1    | 9    | 10   | 10   |
| Počet domů z roku 1961 je zahrnut v domech místní části Verneřice. |      |      |      |      |      |      |      |      |      |      |      |      |      |      |

## Další fotografie

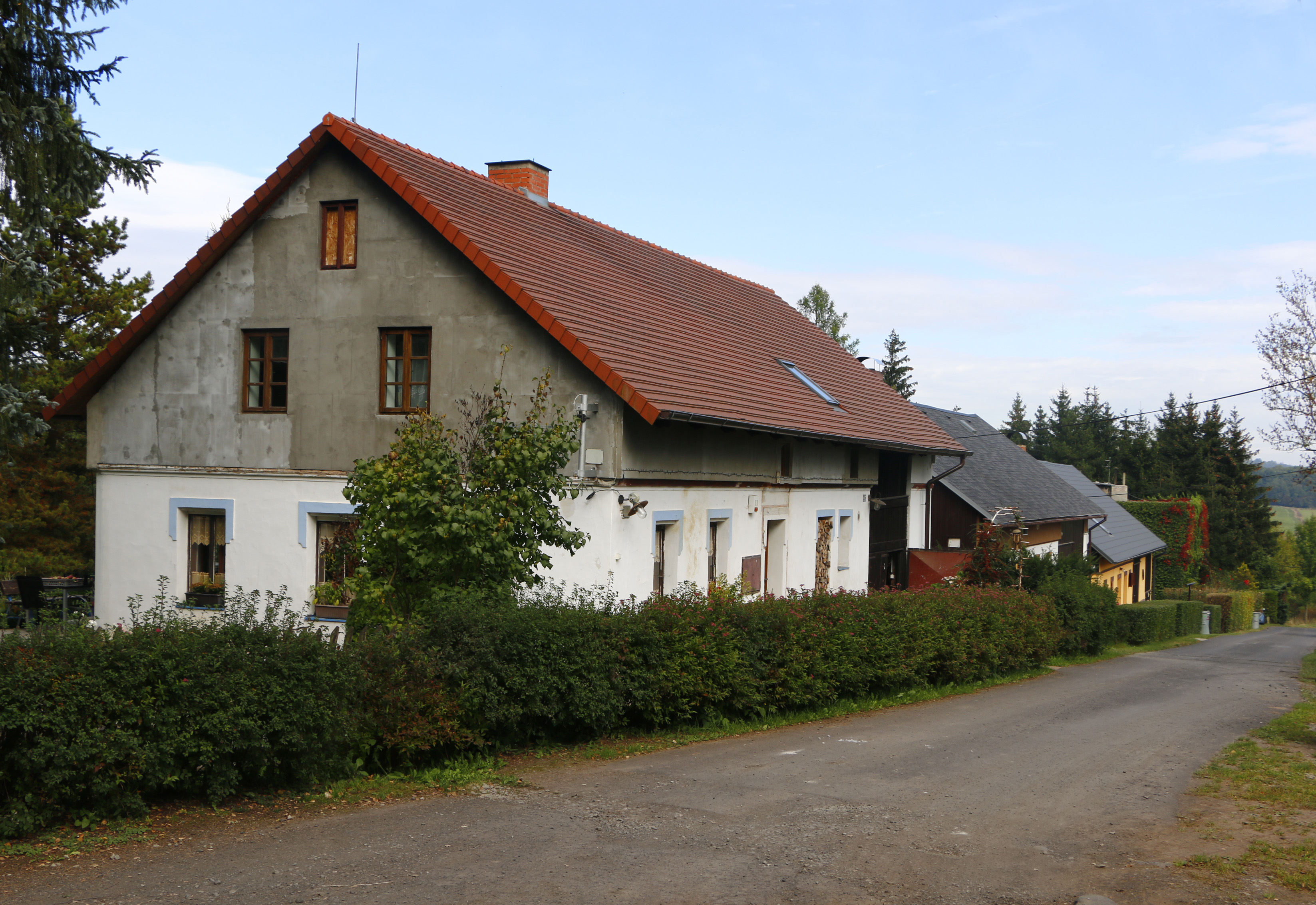
Dům čp. 35
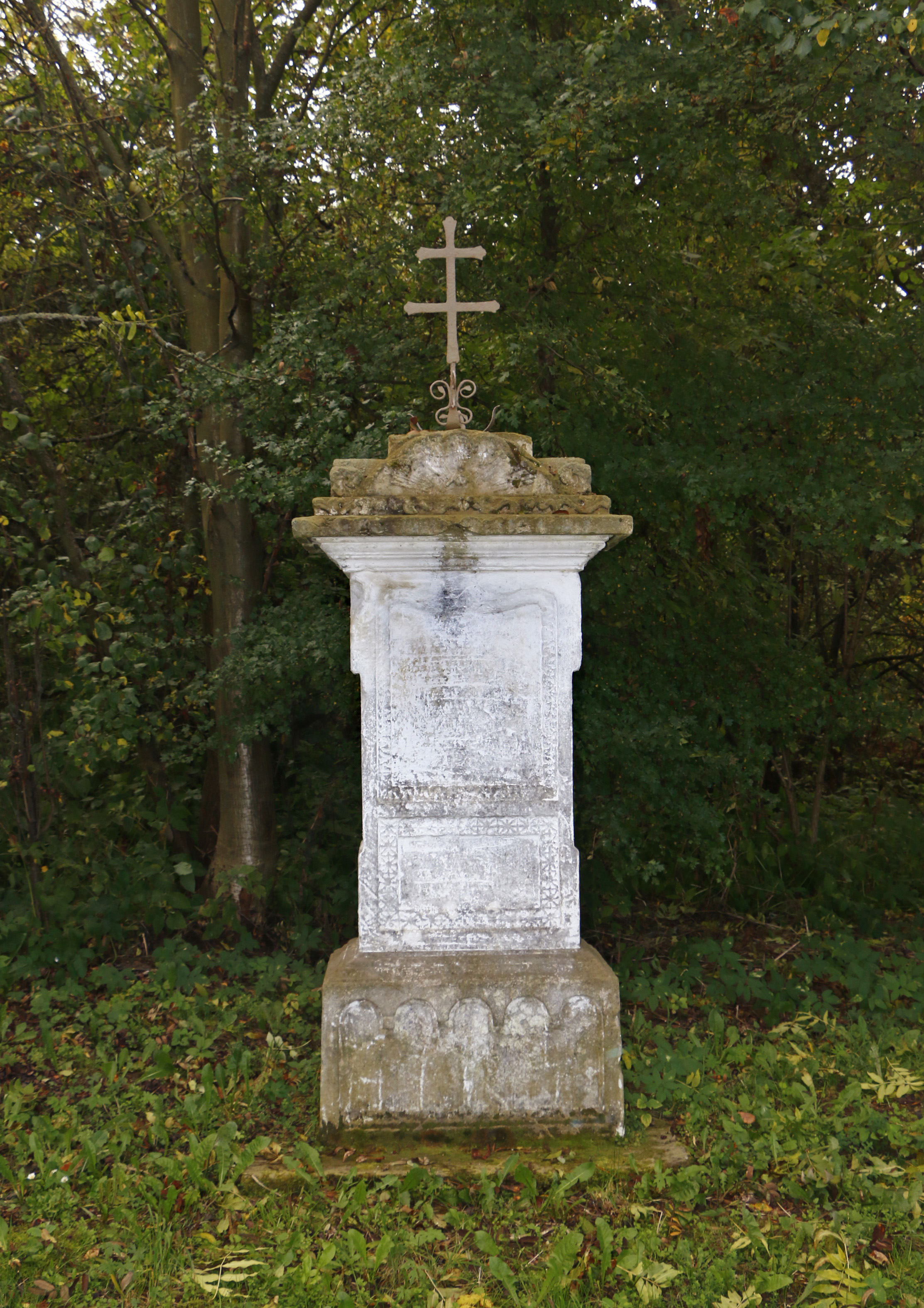
Podstavec s novým křížkem
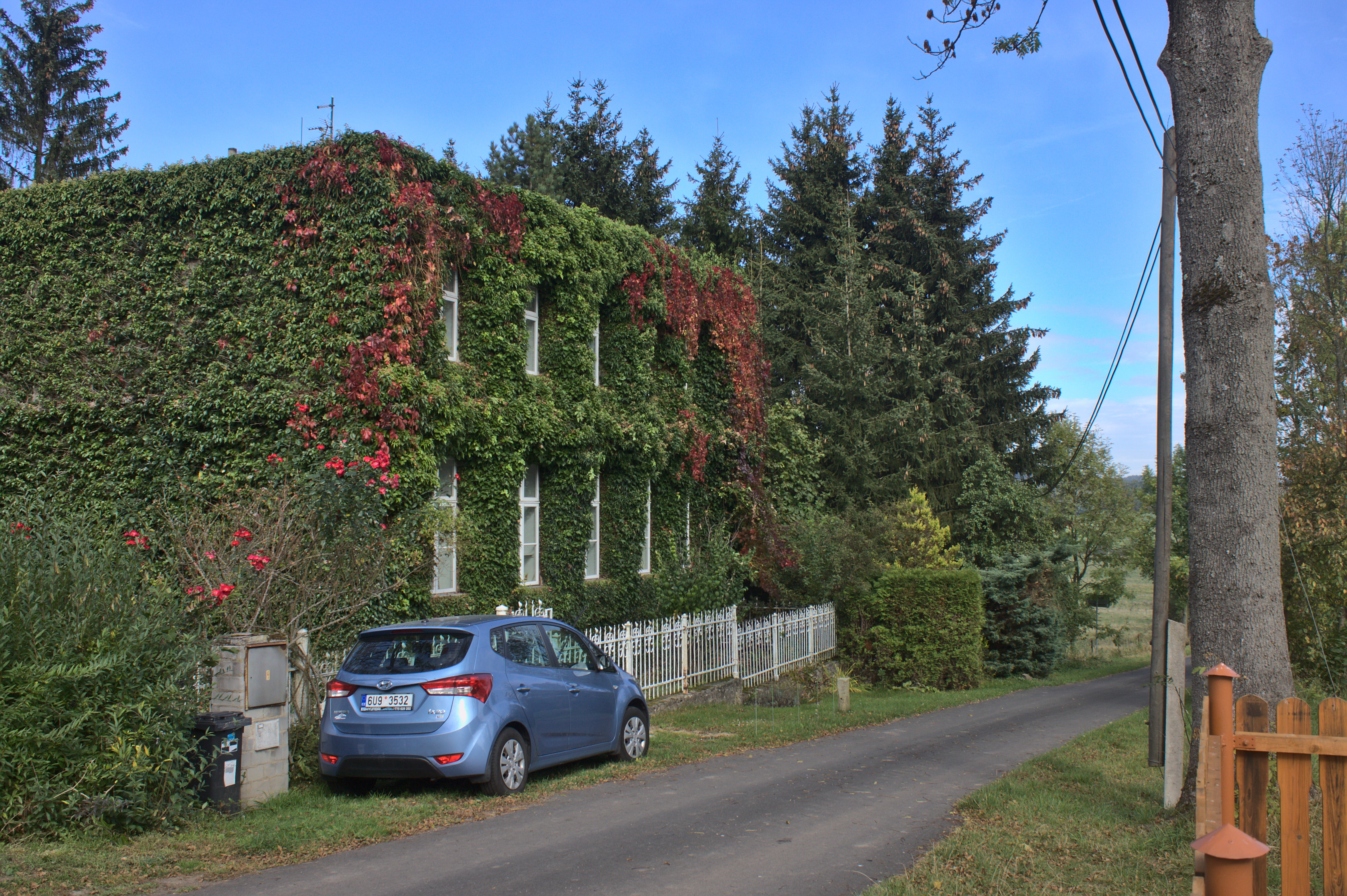
Bývalá škola